# Юхимец, Ольга Федоровна
Ольга Федоровна Юхимец (укр. Ольга Федорівна Юхимець, род. 10 августа 1948 года, село Жаборица, Барановский район, Житомирская область) — украинский политик, член КПУ, бывший народный депутат Украины.

## Биография
Окончила Ивано-Франковский педагогический институт (1972), учительница истории и обществоведения.
04.2002 кандидат в народные депутаты Украины от КПУ, № 87 в списке. На время выборов: народная депутат Украины, член КПУ.
Народный депутат Украины 3-го созыва 03.1998-04.2002, избирательный округ № 196, Черкасская обл. На время выборов: учительница Золотоношской общеобразовательной школы №6, членкиня КПУ. Член Комитета по вопросам национальной безопасности и обороны (с 07.1998); член фракции КПУ (с 05.1998).
1966-67 — живописец, Барановский фарфоровый завод.
1967-72 — студентка, Ивано-Франковский педагогический институт.
1972-79 — учительница, Попельняцкая СШ Долинского р-на Ивано-Франковской обл.
С 1979 — учительница СШ № 5, организатор внешкольной работы, заместитель директора, учительница СШ № 6, г. Золотоноша Черкасской обл.